# Valle (ost)
 For alternative betydninger, se Valle. (Se også artikler, som begynder med Valle)
Valle er betegnelsen for den del af ostemassen, som udskilles under fremstillingen og ikke anvendes i osten. Den består af vand, proteinerne albumin og globulin, laktose, og en forsvindende del af andre af mælkens bestanddele, der er så små, at de ikke tilbageholdes i ostemassen. Valle anvendes så til andre formål, såsom opkoncentrering og udvinding af proteinerne eller til dyrefoder.

## Anvendelse af vallen
Valle kan anvendes til:
- Rivella, Schweiz' mest populære sodavand, med et indhold af valle på 35%.
- Myseost.
- Ricotta.
- Foder til grise.

| Mad og drikke | Spire Denne artikel om mad og drikke er en spire som bør udbygges. Du er velkommen til at hjælpe Wikipedia ved at udvide den. |